# ارچی کلارک (بازیکن فوتبال)
ارچی کلارک (انگلیسی: Archie Clark; ۴ آوریل ۱۹۰۴ – ۱ ژانویهٔ ۱۹۶۷) بازیکن فوتبال، و سرمربی (فوتبال) اهل بریتانیا بود.
از باشگاه‌هایی که در آن بازی کرده‌است می‌توان به باشگاه فوتبال ترانمره راورز، باشگاه فوتبال لوتون تاون، باشگاه فوتبال آرسنال، باشگاه فوتبال اورتون، و باشگاه فوتبال برنتفورد اشاره کرد.